# Greyfriars Bobby
Greyfriars Bobby (Edimburgo, 4 de maio de 1855 – Edimburgo, 14 de janeiro de 1872) foi um cachorro da raça Skye Terrier, que ficou conhecido em Edimburgo, Escócia, no século XIX por vigiar o túmulo de seu dono durante quatorze anos, até sua própria morte.
Um ano após a morte do cachorro, Lady Burdett-Coutts mandou erguer uma fonte e uma estátua em sua homenagem. Muitos filmes e livros foram baseados na vida de Bobby, incluindo Greyfriars Bobby, de Eleanor Atkinson e os filmes O Fiel Companheiro (Greyfriars Bobby, 1961, Walt Disney Productions) e The Adventures of Greyfriars Bobby (2006).

## História

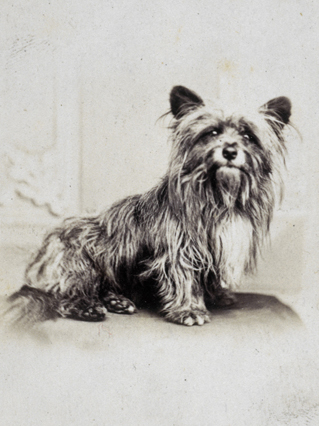
Fotografia em albumina (c. 1865), considerada como sendo de Greyfriars Bobby

Bobby pertencia a John Gray, que trabalhava para a Polícia Civil de Edimburgo, como vigilante noturno, e os dois foram inseparáveis por aproximadamente dois anos. Em 15 de Fevereiro de 1858, Gray morreu de tuberculose. Foi enterrado em Greyfriars Kirkyard, o cemitério que rodeava Greyfriars Kirk, uma igreja na Velha Edimburgo. Diz-se que Bobby, depois da morte do dono, passou catorze anos ao lado de seu túmulo, vivendo com comida e água que jardineiro do cemitério lhe dava, até sua morte. Uma outra versão mais realista diz que ele passava a maior parte do tempo ao túmulo de Gray, deixando-o apenas para comer no restaurante ao lado do cemitério, e possivelmente passava os invernos mais rigorosos em casas próximas.
Em 1867, quando foi dito que um tal cachorro sem dono deveria ser sacrificado, numa época em que Edimburgo proibia cães sem registro, Sir William Chambers, importante autoridade de Edimburgo e também diretor de uma sociedade contra a crueldade em animais, pagou pela renovação da licença de Bobby, colocando-o sob responsabilidade da Câmara Municipal.
Bobby morreu em 1872, e não pôde ser enterrado dentro do cemitério, já que era um lugar consagrado, por isso foi enterrado dentro dos portões da igreja, num pedaço de solo não consagrado, a 70 metros do túmulo de seu dono.

## Em Memória
Em 15 de Novembro de 1873, uma fonte com uma estátua (esculpida por William Brody) em homenagem à devoção do cachorro foi erguida por ordem da Baronesa Angelia Georgina Burdett-Coutts; Bobby está na ponte George IV e é uma das atrações mais fotografadas de Edimburgo. A estátua originalmente estava voltada para o cemitério e o pub, mas foi virada (por alguém do pub) para que quando fossem tiradas fotografias, o pub aparecesse em segundo plano. Na Igreja, há um retrato de Bobby, pintado por John MacLeod em 1867 (quando o cãozinho ainda estava vivo).
Um monolito de granito vermelho foi erguido junto ao túmulo de Bobby por The Dog Aid Society of Scotland, e nela podem ser lidas as seguintes inscrições: Greyfriars Bobby - morreu em 14 de Janeiro de 1872, aos dezesseis anos - Que sua lealdade e devoção sirvam de lição a nós todos.

## Filmes
Dois filmes já foram feitos sobre a história do fiel cãozinho: Greyfriars Bobby: The True Story of a Dog (Meu Leal Companheiro no Brasil), em 1961 e Greyfriars Bobby, em 2005. Christopher Lee (que ficou famoso por interpretar Drácula em diversos filmes), fez o papel de Sir William Chambers neste último, enquanto que Bobby foi interpretado por três cães da raça West Highland White Terrier.